# Кантон Тургау
Кантон Тургау (скраћеница TG) је кантон у североисточном делу Швајцарске. Главни град и највеће насеље кантона је град Фрауенфелд.

## Природне одлике
Кантон Тургау се налази на крајњем североистоку Швајцарске. На северозападу је граница река Рајна, а на северу је Боденско језеро. Кантон је махом равничарски и валовит са најважнијом долином реке Тур. Највиши врх је на 991 метар. Површина кантона је 991 km².

## Историјат
Овај кантон се придружио Швајцарској 1803. године, када је и образован од некадашњег дела кантона Цирих. Међутим, подручје Тургауа је припојено Швајцарској конфедерацији много раније, чак 1460. године, али је више векова био без положаја кантона.

## Окрузи
1. Арбон - седиште Арбон,
2. Вајнфелден - седиште Вајнфелден,
3. Кројцлинген - седиште Кројцлинген,
4. Минхвилен - седиште Минхвилен,
5. Фрауенфелд - седиште Фрауенфелд.

## Становништво и насеља
Кантон Тургау је имао 244.330 становника 2008. г.
У кантону Тургау се говори немачки језик, који је и једини званични. Становништво је углавном протестантско (45%) са значајном римокатоличком мањином (36%).
Највећи градови су:
- Фрауенфелд, 23.000 ст. - главни град кантона
- Кројцлинген, 18.000 ст.,
- Арбон, 13.000 ст.,
- Вајнфелден, 10.000 становника.

## Привреда
Кантон је познат по производњи воћа, поврћа и вина.
- Град Фрауенфелд, седиште кантона
- Боденско језеро
- Река Тур
- Сеоски ресторан у кантону Тургау